# Lauenhain (Gera)
Lauenhain bildet zusammen mit Cretzschwitz, Söllmnitz und Wernsdorf den 9,66 km² großen Ortsteil Cretzschwitz/Söllmnitz der Stadt Gera in Thüringen mit insgesamt 711 Einwohnern (Stand 31. Dezember 2011).

## Geographie
Der Ort ist im Nordosten der Stadt Gera in einer Talsenke an einem Quellarm der Brahme gelegen.

## Geschichte
1358 wurde die deutsche Gründung Lauenhain erstmals erwähnt, es wurde als Lebenhagen, Levinhain oder auch Lawenhayn beurkundet. Es ist anzunehmen, dass der Name von einem früheren Rittergeschlecht herrührt, die einen Löwen (Leu) im Wappen führten, und daher, dass es haine, d. h. geschützt umbaut, war. Ursprünglich war es Hauptvorwerk und einziger Zugang zum Rittergut Söllmnitz.
Lauenhain war früher zur Pflege Langenberg gehörend und bis zum Ende der Frone nach Langenberg fronpflichtig, wie 1333 urkundlich belegt ist. Kirch- und Schulort war bis 1839 Hirschfeld (heute Landkreis Greiz), später Wernsdorf. Cannabich listete 1827 für Lauenhain fünf Häuser und 25 Einwohner auf. Die Verwaltung Lauenhains erfolgte ab Ende des 19. Jahrhunderts von Söllmnitz.

## Politik
Lauenhain gehörte zur Gemeinde Söllmnitz, die seit der Eingemeindung 1994 zusammen mit Cretzschwitz und Wernsdorf den Ortsteil Cretzschwitz/Söllmnitz der Stadt Gera mit eigener Ortschaftsverfassung und Ortsteilrat (bis II/2009 Ortschaftsrat) bildet. Ortsteilbürgermeister ist seit 2024 Florian Rittirsch (parteilos).

## Verkehr
Der Ort ist über die Bundesstraße 2 erreichbar. Der ÖPNV-Anschluss besteht tagsüber zweistündlich über die RVG Regionalverkehr Gera/Land GmbH, Linie 229. Der nächstgelegene Bahnhof ist in Gera-Langenberg.

## Bildung
Kindereinrichtungen oder Schulen sind nicht im Ort.
- Der nächstgelegene Kindergarten befindet sich in Brahmenau (Landkreis Greiz).
- Astrid-Lindgren-Grundschule (Staatliche Grundschule) in Langenberg.
- Nächstgelegene Regelschule ist die Staatliche Regelschule 12 in Bieblach-Ost.